# Lois January
Lois January, née Laura Lois January le 5 octobre 1912 à McAllen (Texas, États-Unis) et morte le 7 août 2006 à Los Angeles (Californie), est une actrice américaine.

## Biographie
Son père Charles January, et ses oncles John et Thomas sont footballeurs et participent au tournoi olympique de football de 1904 ; ils remportent la médaille d'argent.
Elle apparaît dans une cinquantaine de films le long d'une carrière qui avait débuté dans les années 1930. Elle est une esthéticienne faisant la manucure à Judy Garland dans The Wizard of Oz avant d'être principalement connue pour ses rôles dans de très nombreux westerns de série B. Elle tiendra aussi un petit rôle dans un classique de l'horreur, The Black Cat et jouera le rôle principal dans The Pace That Kills. Par la suite, elle se consacre principalement à la radio, faisant pourtant de très nombreuses apparitions au petit écran dans les années 1960 et 1970.

## Filmographie partielle
- 1933 : Court-circuit (By Candlelight) de James Whale : Ann
- 1934 : Fascination (Glamour) de William Wyler
- 1935 : Skull and Crown de Elmer Clifton : Barbara Franklin
- 1936 : One Rainy Afternoon de Rowland V. Lee : la secrétaire de Mr Perelin
- 1939 : Le Magicien d'Oz (The Wizard of Oz) de Victor Fleming : une des manucures de la cité d’Émeraude / la propriétaire du chat siamois